# María Bouzas
María Xosé Rodríguez Bouzas (San Juan de Piñeiro, Mugardos; 24 de marzo de 1962) es una actriz española.

## Biografía
Nació en la parroquia de San Juan de Piñeiro, en el concejo de Mugardos, provincia de La Coruña, Galicia.
Es una actriz de extensa trayectoria profesional, que consiguió gran popularidad en Galicia a raíz de sus personajes en las series de TVG Pratos combinados y Terra de Miranda, en la que tuvo un papel protagonista. Participó así mismo en multitud de películas y cortometrajes además de montajes teatrales, algunos de ellos con la Compañía de Marías, de la que es cofundadora junto con su amiga, la también actriz gallega María Pujalte.
Se formó como intérprete en la Escuela Superior de Arte Dramática de Madrid entre los años 1983 y 1987.
Fue la presidenta de la Academia Galega do Audiovisual, organizadora de los premios Mestre Mateo, desde el 17 de octubre de 2006. El 30 de mayo de 2009 fue sustituida por Xosé Manuel Olveira Pico.
Desde 2011 hasta 2020 encarnó a la malvada Francisca Montenegro, protagonista de la exitosa serie de Antena 3 El secreto de Puente Viejo.

## Filmografía

### Películas
| Año  | Título                                  | Rol              | Director                              |
| ---- | --------------------------------------- | ---------------- | ------------------------------------- |
| 1989 | Urxa                                    |                  | Alfredo García Pinal y Carlos Piñeiro |
| 1990 | Martes de Carnaval                      | María José       | Fernando Bauluz y Pedro Carvajal.     |
| 1993 | A metade da vida                        |                  | Raúl Veiga                            |
| 1998 | Blanca Madison                          |                  | Carlos Amil                           |
| 1998 | Arde amor                               | Rosa             | Raúl Veiga                            |
| 1999 | Sé quién eres                           |                  | Patricia Ferreira                     |
| 2000 | Condenado a vivir                       | Carmen           | Roberto Bodegas                       |
| 2000 | Un mundo de historias                   |                  | Antón Dobao                           |
| 2001 | O alquimista impaciente                 | Mujer Machena    | Patricia Ferreira                     |
| 2002 | El regalo de Silvia                     | Conchi           | Dionisio Pérez                        |
| 2002 | Sara                                    | Asistenta social | Sílvia Quer                           |
| 2004 | Heroína                                 | Fina             | Gerardo Herrero                       |
| 2006 | Atlas de geografía humana               | Marisa           | Azucena Rodríguez                     |
| 2006 | Abrígate                                | Adela            | Ramón Costafreda                      |
| 2006 | Una mujer invisible                     | Luisa            | Gerardo Herrero                       |
| 2009 | Reliquias                               | Abadesa          | Toño López                            |
| 2009 | Retornos                                | Elisa            | Luis Avilés Baquero                   |
| 2010 | A síndrome Cacareco (A verdade na cara) |                  | Breogán Riveiro.                      |
| 2010 | Años después                            |                  | Laura Gárdos Velo                     |

### Cortometrajes
| Año  | Título                                   | Rol    | Director                         |
| ---- | ---------------------------------------- | ------ | -------------------------------- |
| 1993 | As xoias da Señora Bianconero            |        | Jorge Coira                      |
| 1994 | Mofa e Befa. Gran liquidación            |        | Jorge Coira                      |
| 1994 | A Repesca                                |        | Sandra Sánchez                   |
| 1994 | Ni en sueños                             |        | Alber Ponte                      |
| 1996 | Sitcom Show                              |        | Ángel de la Cruz                 |
| 1996 | Un conto triste                          |        | Pablo Iglesias                   |
| 1998 | Una extraña mirada                       | Merche | José Manuel Quiroga              |
| 1998 | ¿A ti como se che di adeus?              |        | Jorge Coira                      |
| 1999 | Si lo sé no vengo (a mi propio entierro) | Lolita | Manolo Gómez                     |
| 2001 | Antonio, Jorge y Luís se casan           |        | Miguel Asensio y Beatriz Santana |
| 2002 | A Subela                                 |        | Luis Avilés                      |

### Teatro
| Año  | Título                             | Escritor/Escritora       |
| ---- | ---------------------------------- | ------------------------ |
| 1987 | El veneno del teatro               | Rodolf Sirera            |
| 1988 | O mozo que chegou de lonxe         | J.M. Synge               |
| 1989 | Sigrid era só unha moneca rota     | D. Bárcena               |
| 1990 | A casa dos afogados                | Miguel Anxo Fernán-Vello |
| 1991 | O incerto señor don Hamlet         | Álvaro Cunqueiro         |
| 1992 | Un soño de verán                   | William Shakespeare      |
| 1992 | Fisterra Broadway                  | Xavier Picallo           |
| 1992 | Saxo tenor                         | Roberto Vidal Bolaño     |
| 1994 | Squash                             | Ernesto Caballero        |
| 1995 | Ámèn                               | Xavier Picallo.          |
| 1996 | A voda dos moinantes               | John Millington Synge    |
| 1999 | Se o vello Simbad volvese ás illas | Álvaro Cunqueiro         |
| 2007 | Noite de reis. Ou o que queirades  | William Shakespeare      |
| 2008 | Unha primavera para Aldara         | Teresa Moure             |
| 2010 | Casting, a comedia                 | Roger Justafré           |

### Televisión
| Año       | Título                     | Rol                  | Cadena   | Notas          |
| --------- | -------------------------- | -------------------- | -------- | -------------- |
| 1990      | Superamigos                | Colaboradora         | TVG      | Programa de TV |
| 1993      | A familia Mudanza          | Presentadora         | TVG      | Programa de TV |
| 1995      | El destino en tus manos    | Margarita Cansino    | La 1     | 1 episodio     |
| 1995      | A familia Pita             | Lola                 | TVG      | 1 episodio     |
| 1996-2000 | Pratos combinados          | Charo                | TVG      | 57 episodios   |
| 1998      | Tardes de verán            | Presentadora         | TVG      | Programa de TV |
| 2001-2004 | Terra de Miranda           | Carmela              | TVG      | 110 episodios  |
| 2011-2020 | El secreto de Puente Viejo | Francisca Montenegro | Antena 3 | 2226 episodios |

## Premios y nominaciones
1993
- Premio Compostela de Teatro como mejor Protagonista por Fisterra Broadway

1995
- Premio Compostela de Teatro como mejor Protagonista por Squash

1996
- Premio AGAPI a la Mejor interpretación femenina por A familia Pita

1997
- Premio AGAPI a la Mejor interpretación femenina por Un conto triste y Sitcom Show

2000
- Premio María Casares de Teatro como mejor actriz Secundaria por Se o vello Simbad volvese ás illas.

2002
- Premio Mestre Mateo a la Mejor interpretación femenina protagonista por Terra de Miranda.
- Premio Imagen y Comunicación a la mejor actriz audiovisual.

2003
- Nominada al Premio Mestre Mateo a la Mejor interpretación femenina protagonista por Terra de Miranda.
- Nominada al Premio Mestre Mateo a la Mejor interpretación femenina secundaria por El regalo de Silvia y Blanca Madison.

2004
- Nominada al Premio Mestre Mateo a la Mejor interpretación femenina por Terra de Miranda.

2005
- Premio Mestre Mateo a la Mejor interpretación femenina secundaria por  Heroína.
- Nominada al Premio Mestre Mateo a la Mejor interpretación femenina protagonista por Terra de Miranda.

2007
- Premio a la mejor actriz en la XIII Mostra de Cine Latinoamericano de Lleida por Abrígate.

2008
- Premio Mestre Mateo a la Mejor interpretación femenina protagonista por Una mujer invisible.

2009
- Premios María Casares a la Mejor interpretación femenina protagonista por Unha primavera para Aldara
- Premio Chano Piñeiro a su dilatada y versátil trayectoria en teatro, televisión y cine gallegos.

2010
- Premio Mestre Mateo a la Mejor interpretación femenina secundaria por Retornos.

2012
- Nominada al Premio Mestre Mateo a la Mejor interpretación femenina por As reliquias do santo

2013
- Nominada al Fotogramas de Plata`12 a Mejor actriz de televisión por El secreto de Puente Viejo.

2014
- Premio Pedigree Festival de Cans a su sólida e intensa carrera.

2015
- Premio Grand Prix Corallo de Italia.
- Premio da Cultura Galega Artes Escénicas 2015
- Nominada Premios de la Unión de Actores a la Mejor actriz

2016
- Nominada al Premios Iris a Mejor actriz

2017
- Premio Teletuitero a la Mejor actriz
- Premio El periódico de aquí a la Mejor actriz
- Premio honorífico Mostra de curtas Vila de Noia a la Mejor actriz

2018
- Premio Teletuitero a la Mejor actriz
- Premio de Honra “Fernando Rey” de la AGA a la Mejor actriz gallega

2019
- Premio a Toda Una Trayectoria otorgado por la Fundación Artistas Intérpretes, Sociedad de Gestión (AISGE) en el marco del 24.° Festival de Ourense (OUFF).[3]